# روبرتو دلگادو (بازیکن فوتبال)
روبرتو دلگادو (انگلیسی: Roberto Delgado؛ زادهٔ ۷ مهٔ ۱۹۸۶) بازیکن فوتبال اهل اسپانیا است.
از باشگاه‌هایی که در آن بازی کرده‌است می‌توان به باشگاه ورزشی لاتزیو، باشگاه فوتبال یو. اس. پرگولیتزه، و باشگاه فوتبال اسپال اشاره کرد.